# Cowboy Casanova
'"Cowboy Casanova'" é uma canção da cantora americana Carrie Underwood. A canção foi escrita por Mike Elizondo, Brett James e co-escrita por Carrie Underwood. Foi lançada em 14 de Setembro de 2009, pela Arista Nashville como o primeiro single de seu terceiro álbum de estúdio, Play On.
Após o seu lançamento a canção recebeu muitas críticas positivas dos críticos de música e foi a canção country de melhor êxito em 2009. Também se tornou a oitava canção de Underwood a alcançar o número um na EUA Hot Country Songs da Billboard. O single recebeu certificação de platina dupla pela Recording Industry Association of America (RIAA), por vendas superiores a 2 milhões de cópias nos Estados Unidos.

## Antecedentes
Após o fim da "Carnival Ride Tour", em Fevereiro de 2009, Underwood começou a escrever canções para o seu novo álbum, Play On. Ela colaborou com uma série de compositores, inclusive Brett James, que já havia trabalhado com Underwood no hit "Jesus, Take The Wheel"  e Mike Elizondo, que havia colaborado com Eminem e Dr. Dre. Elizondo trouxe a melodia principal, para que Underwood e James definissem a letra, inclusive o título. Em entrevista ao CMT, Underwood disse: "Eu acho que para cada mulher, esta canção seria como contar uma história sobre alguém que conhece ou conheceu, ou tentau pegá-los em um bar. Nós não estamos destruindo esse cara, só estamos alertando outras meninas sobre ele."

## Composição
"Cowboy Casanova" é uma canção  country que incorpora elementos de rock, como riffs de guitarra na sua introdução e nos seus versos. Tendo também na sua instrumentação a presença de instrumentos como o violino e o banjo. A canção é composta em D menor, fixado em tempo moderado, como 120 batidas por minuto.

## Recepção

### Recepção crítica
A canção foi recebido com críticas  geralmente favoráveis. A avaliação da Billboard foi favorável, afirmando que "a canção dá a Underwood a chance de mostrar o lado audacioso de sua persona musical, que fez sucesso anterior em "Before He Cheats " como um registro de impacto. Abençoado com um conjunto versátil de tubos que fazem o melhor de qualquer melodia, Underwood  brilha sobre este número otimista e fumegante ". Matt Bjørke do Roughstock também fez uma crítica favorável, dizendo: "Embora a música toma emprestado familiares temas melódicos, a produção é espumante... Carrie  canta os versos com precisão de tiro rápido  e o gancho é apenas infeccioso. Isso pode muito bem ser o meu single favorito de Carrie Underwood". O crítico do "9513" Jim Malec deu-lhe um polegar para baixo em sua revisão, descrevendo que a voz de  Underwood é como "lúcido" e "dominante" em comparação com suas performances vocais  no Carnival Ride, mas chamando assunto da canção de "peso morto".  Kevin Coyne do Country Universe disse que em "Cowboy Casanova", Underwood faz uma tentativa forte, mas não chega a alcança-la. Nós fomos deixados com apenas um single decente que não se sente bom o suficiente ou country bastante pop o  suficiente para torná-lo um guarda, portanto, dando-lhe uma nota B."

### Desempenho comercial
"Cowboy Casanova" foi lançado em 14 de  setembro de 2009 para download digital. A canção registrou uma primeira semana de  vendas de 110.236 cópias em downloads. A canção também fez Underwood a única artista country  solo em 2009, a estrear um single digital acima do 100.000 cópias vendidas. A canção também se tornou o single mais rápido na carreira de Underwood e também o single mais rápido a subir nos gráfico de 2009, no gênero de música country. Além disso, a canção deu Underwood mais singles Top 10 na parada country nesta década - sendodez no top 10, seguida por Faith Hill e Martina McBride, cada uma com nove. Ele foi certificado 2× platina nos EUA, sendo o quarto single de Underwood a conseguir tal feito.

## Videoclipe
O vídeo da música foi filmado em 2 de Setembro de 2009, em Nova Orleans, Louisiana. O videoclipe estreou durante "CMT's  Weekend Big New Music" em 2 de Outubro de 2009. O videoclipe foi dirigido por Theresa Wingert e  apresenta Underwood e uma comitiva de mulheres dançarinas, todas usando vestidos de festa. Ela  avisa a audiência do vídeo, bem como a sua comitiva de mulheres, a cerca da fala suave de homens  atraentes e suas verdadeiras intenções. No videoclipe um homem atraente usando uma roupa extravagante, que consiste em um casaco e um chapéu de feltro, olha para a cena com  interesse. O homem, uma representação bem do tema da canção, aparentemente tem intersse em Underwood e como o vídeo progride as bailarinas aparecem vestidas com roupas reveladoras, composto por ligas e espartilhos. Eventualmente Underwood, junto com sua comitiva, tem um confronto com o homem em um beco escuro e  desafiadoramente rejeitar seus avanços, levando-o a desistir e ir embora. O vídeo é o primeiro de Underwood a ter coreografia.

## Paradas musicais
| Paradas musicais (2009)                 | Melhor posição |
| --------------------------------------- | -------------- |
| Canadá (Canadian Hot 100)               | 16             |
| Estados Unidos (Billboard Hot 100)      | 11             |
| Estados Unidos (Billboard Hot Country)  | 1              |
| Estados Unidos (Billboard Adult Top 40) | 21             |